# Slimme camera
Een slimme camera is camerasoftware dat in Nederland toegepast wordt door Rijkswaterstaat in het weg- en vaarverkeer.

## Functies
Grofweg heeft de slimme camera twee functies: toezicht op spitsstroken en handhaving.

### Spitsstroken
De slimme camera moet het mogelijk maken dat spits- en plusstroken geautomatiseerd geopend en gesloten kunnen worden. Anno 2020 vindt dit grotendeels nog door mensenhanden plaats, waarbij de gehele spitsstrook met camera's 'geschouwd' moet worden. Daarbij wordt gekeken of er zich geen voertuigen, dieren en voorwerpen op de desbetreffende strook bevinden. De slimme camera neemt de taak van de verkeersleider over en beschikt over software die voorwerpen, dieren en voertuigen kan herkennen. Als een van deze gedetecteerd wordt door de slimme camera tijdens het schouwen van een spitsstrook, zal de strook niet geopend worden en er een signaal naar de verkeersleider gestuurd worden. Slimme camera's worden toegepast op de spitsstroken van de A2 tussen knooppunt Kerensheide en knooppunt Het Vonderen.

### Handhaving
De slimme camera heeft als mogelijkheid om ingezet te kunnen worden als middel om verkeersregels te kunnen handhaven.
In het wegverkeer wordt de slimme camera toegepast om roodkruisnegatie door voertuigen te kunnen detecteren. Wanneer een voertuig een rood kruis boven een rijstrook negeert, wordt er een scherpe video opgenomen van de overtreding inclusief het kenteken van het voertuig. Deze wordt doorgestuurd naar een weginspecteur met een BOA-status. De weginspecteur beoordeeld of er daadwerkelijk sprake is van een overtreding. Zo ja, dan zal de eigenaar van het voertuig een bekeuring ontvangen. Roodkruisnegatie dat gehandhaafd wordt door slimme camera's wordt sinds 2019 toegepast op de A28 ter hoogte van Amersfoort. In een maand tijd werden er 75 bekeuringen uitgedeeld. In tegenstelling tot een flitspaal is de slimme camera niet dusdanig te herkennen, omdat de camera eruitziet als een verkeerscamera.
In het vaarverkeer wordt de slimme camera ingezet om het varen in verboden gebied en te snel varen te kunnen detecteren. De slimme camera's werden toegepast in het Prinses Margrietkanaal, Dordtsche Kil en Hollandsch Diep.